# Зенит Ђозић
Зенит Ђозић (Бугојно, 8. октобар 1961) је босанскохерцеговачки глумац, комичар и телевизијски продуцент. Био је члан надреалиста.
Након рата завршио је Академију уметности у Сарајеву, а онда су га примили у телевизијској продукцији у Лондону.. Од 2006. поново живи у Сарајеву и ради као телевизијски продуцент.